# Tap & Go
Tap & Goは、ルワンダのAC GROUPが提供する公共交通機関向けの非接触型決済システムの名称。
ルワンダでは、2017年時点で40万人を超す利用者がいる。ルワンダでは従来は、現金によって乗車料金を徴収していたが、本来得るべき収入の30%を損失しているとまで言われていた。2015年にルワンダ政府と連携し、ルワンダの首都キガリ市内を走るバスに導入されている。また、ルワンダ国内のみにとどまらず、カメルーンでも事業展開を行っている。
日本からはDMM.comグループがAC GROUPに出資を行っている。